# Szent Lajos híd
A Szent Lajos híd (franciául: Pont Saint-Louis) a Szajna felett köti össze Párizs 4. kerületének két szigetét, a Cité-szigetet a Szent Lajos-szigettel.
A struktúráját tekintve gerendahíd. 67 m hosszú.
A jelenlegi híd 1969 és 1970 folyamán épült, Creuzot és Jabouille építészek, valamint J. F. Coste és A. Long-Depaquit mérnökök tervei alapján.

## Története
A Szajnán ezen a helyen 1627-ben épült fahíd volt az első híd, Saint-Landry híd névvel. Piros színe miatt Vörös hídnak hívták az 1717-ben újraépült hídat. 1630 óta a jelenlegi már a 7. híd a két sziget közt. 1804-ben egy 70 méter hosszú, 10 méter széles híd épült, nagyobb részt fából, ám 1811-ben ez megsemmisült. Ezt követően 1842-ben függőhíd épült, 20 évvel később 64 méter hosszú acél szerkezetűre cserélték. 1939-ben ez megsemmisült, a háború alatt 1941-ben egy acél híddal pótolták, mígnem 1968-ban megkezdődtek a jelenlegi építései, s átadták 1970-ben. 